# 黑梅爾湖
52°45′34″N 9°18′38″E / 52.759494°N 9.310612°E
黑梅爾湖（德語：Hämelsee），是德國的湖泊，位於該國西北部，由下薩克森州負責管轄，長0.3公里、寬0.2公里，面積0.06平方公里，海拔高度20米，最大水深8米，湖岸線長度0.9公里。